# 可児市立東明小学校
可児市立東明小学校（かにしりつ とうめいしょうがっこう）は岐阜県可児市にある公立の小学校。

## 概要
- 通学区域は久々利、柿下、久々利柿下入会の一部、二野、緑ケ丘、羽崎、羽生ケ丘である。公立中学校の進学先は可児市立中部中学校である[1]。
- 校名は「可児の東にあって朝日が昇るごとく明るい学校となれ」に由来する[2]。
- 1966年の学校の再編により、「可児町立久々利小学校」と「可児町立平牧小学校」の校区の一部（羽崎、二野）を統合し、新設された小学校である。開校当初は「可児町立東小学校」の名称であった。

## 沿革
- 1966年（昭和41年）4月 - 「可児町立久々利小学校」と「可児町立平牧小学校」の校区の一部（羽崎、二野）を統合し、可児町立東小学校として開校。校舎は旧・久々利小学校と旧・平牧小学校を使用する。
- 1969年（昭和44年）
  - 2月 - 現在地に校舎が完成。児童は新校舎に移動。
  - 4月 - 可児町立東明小学校に改称する。
- 1979年（昭和54年） - 校舎増築[注釈 1]
- 1980年（昭和55年） - 校区が変更され、広眺ケ丘が広見小学校校区に移る。
- 1982年（昭和57年）4月1日 - 可児町が市制施行して可児市となる。同時に可児市立東明小学校に改称する。
- 1984年（昭和59年） - 南舎が完成[注釈 2]。